# 共構與共站
共構與共站，為交通運輸車站中，數種運輸路線間的連通方式。北美洲國家會直接以聯合車站作為命名。

## 定義

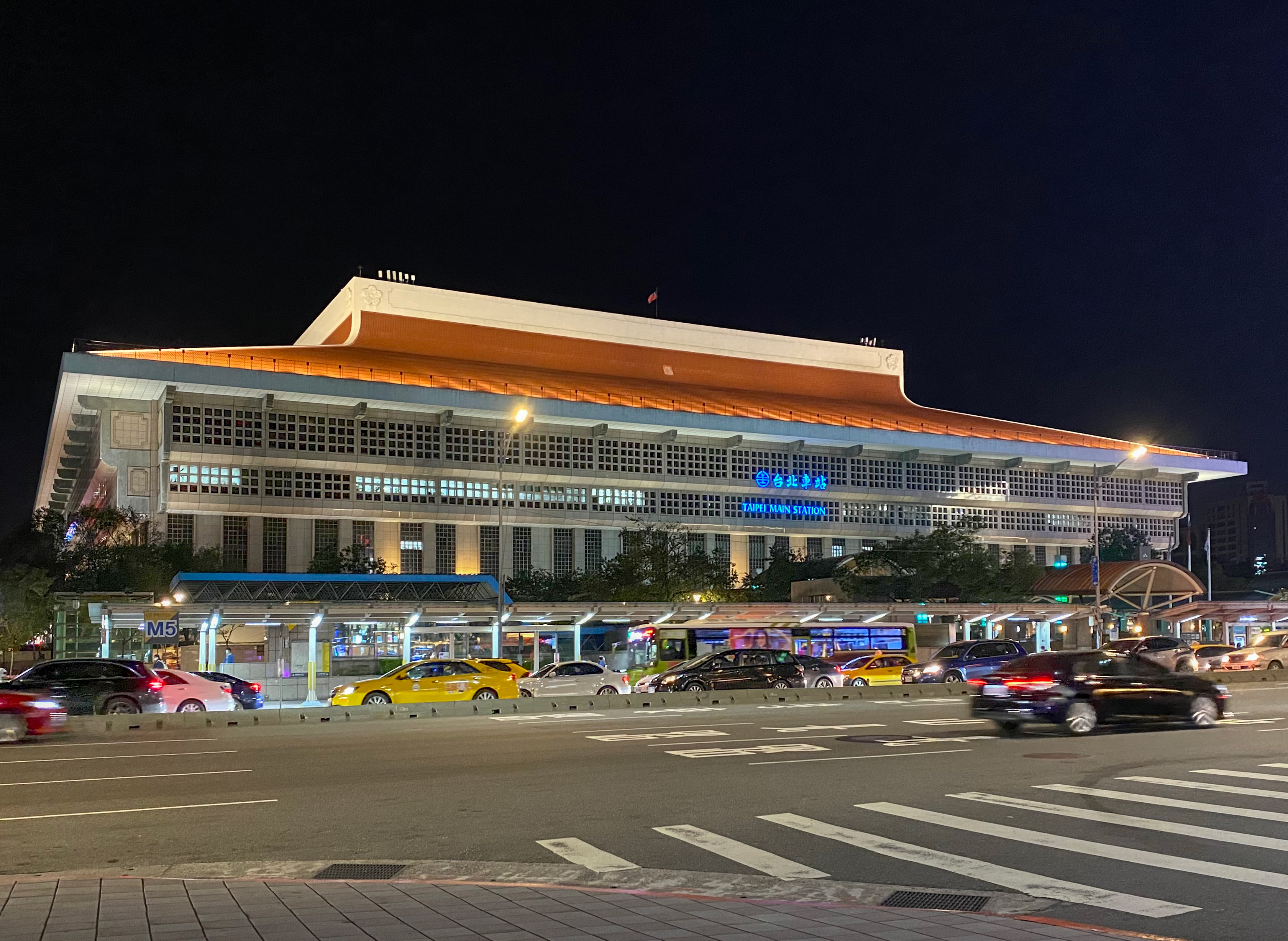
台北車站

### 共構
為使用同一車站結構體，作為旅客進出、轉乘、候車等使用需求。

### 共站
為不同運輸系統各自擁有自身之車站結構體，再藉由通廊通或通道達到相互轉乘之目的。

### 其他
共構與共站兩者都歸為站內轉乘。除了共構與共站外，也有二種運輸系統彼此相鄰，但無連通設施相互轉乘，即屬於站外轉乘。
除此以外，部分車站建築會融入其他建築物內，比如部分地鐵站會直接融入商場、火車站、高鐵站、機場、口岸、體育場、學校、醫院等等，該種情況也可被視為某種程度上的共構。

## 共構與共站之實例

### 臺灣
臺北車站是多鐵共構，包括：臺鐵、高鐵、臺北捷運、桃園機場捷運與臺北轉運站。
目前臺灣具有以下幾種的車站共構、共站方式：

#### 臺鐵、高鐵與捷運
- 南港車站
  - 臺鐵、高鐵共構
  - 臺北捷運板南線共站
- 臺北車站
  - 臺鐵、高鐵、臺北捷運淡水線共構
  - 臺北捷運板南線、臺北捷運松山新店線北門站（經由連通道）、桃園捷運 機場線台北車站（經由連通道）共站
- 板橋車站
  - 臺鐵、高鐵共構
  - 臺北捷運板南線、環狀線共站
- 高鐵台中站
  - 高鐵、臺鐵 新烏日車站、台中捷運 綠線 高鐵臺中站共站
- 高鐵左營站
  - 高鐵、臺鐵 新左營車站、高雄捷運 紅線左營/高鐵站共站

#### 臺鐵與高鐵
- 高鐵新竹站與六家車站共站
- 高鐵苗栗站與豐富車站共站
- 高鐵台南站與沙崙車站共站

#### 臺鐵與捷運
- 松山車站
  - 臺鐵與臺北捷運松山新店線共構
- 松竹車站
  - 臺鐵與台中捷運 綠線松竹站共站
- 大慶車站
  - 臺鐵與台中捷運 綠線大慶站共站
- 岡山車站
  - 臺鐵與高雄捷運 紅線岡山車站共站
- 橋頭車站
  - 臺鐵與高雄捷運 紅線共構
- 高雄車站
  - 臺鐵與高雄捷運 紅線共構

#### 臺鐵與輕軌
- 美術館車站
  - 臺鐵與高雄捷運 環狀輕軌共站
- 鼓山車站
  - 臺鐵與高雄捷運 環狀輕軌共站
- 科工館車站
  - 臺鐵與高雄捷運 環狀輕軌共站

#### 臺鐵與森鐵
- 嘉義車站與阿里山森林鐵路共站

#### 高鐵與捷運
- 高鐵桃園站
  - 高鐵、桃園捷運  機場線高鐵桃園站共站

#### 高鐵與糖鐵
- 高鐵嘉義站
  - 高鐵、台灣糖業鐵路蔗埕線五分車高鐵站站外轉乘

#### 捷運與糖鐵
- 橋頭糖廠站
  - 高雄捷運 紅線、台灣糖業鐵路橋頭線五分車捷運站站外轉乘

#### 捷運與輕軌
- 紅樹林站
  - 臺北捷運淡水線與新北捷運 淡海輕軌綠山線共站
- 十四張站
  - 臺北捷運環狀線與新北捷運 安坑輕軌共站
- 哈瑪星站
  - 高雄捷運 橘線與 環狀輕軌哈瑪星站共站
- 凱旋站/前鎮之星站
  - 高雄捷運 紅線凱旋站與 環狀輕軌前鎮之星站不同名共站
- 凹子底站/愛河之心站
  - 高雄捷運 紅線凹子底站與 環狀輕軌愛河之心站不同名共站

#### 輕軌
- 濱海沙崙站
  - 新北捷運 淡海輕軌（綠山線與藍海線）共站

### 中国大陆
- 北京市：北京站、北京西站、北京南站、北京北站（西直门站）、黄村站与北京大兴站（黄村火车站）、亦庄站（亦庄火车站）
- 天津市：天津站、天津西站、天津北站、天津南站
- 沈阳市：沈阳站、沈阳北站
- 大连市：大连站、大连北站
- 长春市：长春站
- 上海市：上海站、上海西站、上海南站、上海虹橋站
- 南京市：南京站、南京南站
- 无锡市：无锡站
- 苏州市：苏州站
- 徐州市：徐州东站
- 青岛市：青岛站、青岛北站、青岛西站、红岛站、青岛机场站
- 武汉市：武昌站、汉口站、武汉站
- 长沙市：长沙南站(长沙火车南站)
- 广州市：广州东站、广州南站
- 深圳市：深圳站、福田站、深圳北站
- 重庆市：重庆北站
- 成都市：成都东站、犀浦站

### 香港
因兩鐵合併，現在香港只有一個重鐵系統。以下所述的都是兩鐵合併前的情況。
在兩鐵合併前，地鐵和九鐵唯一的共構車站是南昌站。該站由兩鐵共同管理，作為九廣西鐵（現屯馬綫）和地鐵東涌綫的轉乘車站，車站兩鐵收費區之間設有轉乘專用的閘機。當時，兩鐵設有三個共站形式的轉乘站是九龍塘站、美孚站、尖沙咀站／尖東站，兩鐵車站各自管理、經通道連接，並且不設如南昌站形式的轉乘閘機，轉乘的乘客需出閘後再入閘。除尖沙咀站／尖東站外，現在所有共構車站和共站之間的通道均已不設閘機。

### 美国
美國鐵路為私營。常常有數家鐵路公司自行建設線路同時經營某地區的鐵路運輸。早年美國大中型城市往往有數個由不同公司經營的火車站，給乘客轉乘帶來相當的不便，并阻礙城市的擴張。因此，19世紀末20世紀初，各個大城市均建設的大量的共構車站（Union Station，又稱聯合車站）作為交通運輸的樞紐。
這些共構車站中，有些車站設施為一家或幾家鐵路公司主導建設，另一些則由獨立的公司經營，鐵路公司通過租賃的方式獲得車站設施的使用權。20世紀上半葉，“聯合車站”在美國中型以上城市相當普遍。但並非所有車站都以“聯合車站”命名。如紐約“賓夕法尼亞車站”，“大中央車站”雖為共構車站，但均以車站所有者的鐵路公司命名。某些“聯合車站”雖有其名，但僅有一家鐵路公司運營，故並非共構車站。
雖然“聯合車站”常為一城市的主要車站並為旅客提供了便利，但不少鐵路公司也會選擇獨立建站，或者通过共站方式建设车站（如奧馬哈聯合車站和奧馬哈伯靈頓車站在同一站場內建設，並且通過天橋共用進站通道）。
1970年以來美國鐵路客運經歷了大衰退，大多數城市的聯合車站都停止了客運服務而改建成遊客中心，飯店或慶典中心。剩餘少數仍在使用的車站，也僅有美國國鐵的列車停靠。因此大部份的“聯合車站”已名不副實。在大城市，“聯合車站”雖然仍然名副其實，但是已經賦予了新的含義，如1925年啟用的伊利諾州芝加哥市聯合車站，原本為四家鐵路公司組成的共構車站，現已轉變為提供長途城際鐵路的美鐵與通勤鐵路的Metra的共構站。

### 日本
日本將共構之車站稱為「共同使用站」（日语：共同使用駅），其中多數集中在提供直通運轉服務的鐵路路線。一些原本由國鐵或JR營運的路線，在移轉給第三部門鐵道經營後，大多採共構的方式方便乘客轉乘。

#### 例如
- 西日本旅客鐵道（JR西日本）關西機場線與南海電氣鐵道機場線的臨空城車站
- 西日本旅客鐵道（JR西日本）關西機場線與南海電氣鐵道機場線的關西機場車站
- 東日本旅客鐵道（JR東日本）總武本線與銚子電氣鐵道銚子電氣鐵道線的銚子車站
- 東日本旅客鐵道（JR東日本）東北新幹線秋田新幹線東北本線田澤湖線山田線與IGR岩手銀河鐵道岩手銀河鐵道線的盛岡車站